# Brzezina (Dolice)
Brzezina (deutsch Falkenberg) ist ein Dorf in der Woiwodschaft Westpommern in Polen. Es gehört zur Gmina Dolice (Gemeinde Dölitz) im Powiat Stargardzki (Stargarder Kreis).

## Geographische Lage
Das Dorf liegt in Hinterpommern, etwa 55 Kilometer südöstlich von Stettin und etwa 25 Kilometer südlich der Kreisstadt Stargard. 

## Geschichte
Im 14. Jahrhundert war die neumärkisch-pommersche adlige Familie von Hagen mit Falkenberg belehnt, im 16. und 17. Jahrhundert die adlige Familie von Hindenburg. Im Jahre 1744 erwarben drei Brüder aus der adligen Familie von der Gröben Falkenberg, von denen der älteste, der sachsen-coburg-saalfeldsche Oberstallmeister und Schlosshauptmann Carl Wilhelm von der Gröben, es in Besitz nahm. 1746 wurden die Gröben mit Falkenberg belehnt, doch bereits 1748 wurde der Besitz allodifiziert. 
In Ludwig Wilhelm Brüggemanns Ausführlicher Beschreibung des gegenwärtigen Zustandes des Königlich Preußischen Herzogtums Vor- und Hinterpommern (1784) ist Falkenberg unter den adeligen Gütern des Pyritzschen Kreises aufgeführt. Es lag „auf der Landstraße von Stargard nach Landsberg“. Damals gab es hier ein Vorwerk, also den Gutsbetrieb, eine Schäferei, eine Windmühle, sechs Kossäten, von denen einer zugleich Krüger war, eine Schmiede, einen Holzwärter und einen Schulmeister, insgesamt 37 Haushaltungen („Feuerstellen“). Falkenberg gehörte damals dem Oberstallmeister und Schlosshauptmann Carl Wilhelm von der Gröben.

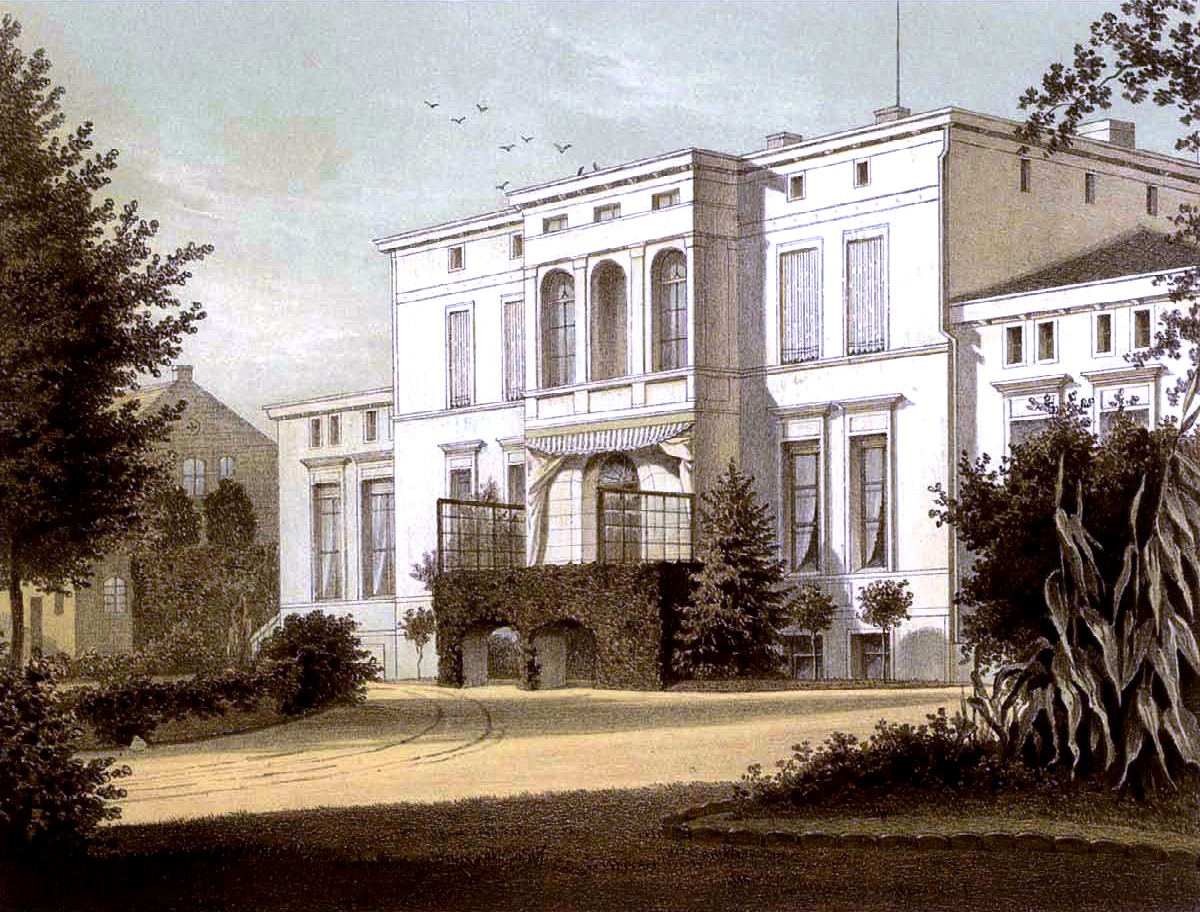
Herrenhaus des Rittergutes Falkenberg, 1870 errichtet, Sammlung Duncker

Im Jahre 1789 verkaufte ein Otto August von der Gröben Falkenberg an den Generalmajor Christian Ludwig von Kenitz. Nach dessen Tod 1797 verkaufte die Witwe Falkenberg an den Obersten Friedrich Wilhelm von Braunschweig, der es bereits 1803 an einen Friedrich Georg Ludolf von Wulffen weiterverkaufte. Unter letzterem wurde östlich des Dorfes das Vorwerk Ludolphshof angelegt. 1821 kaufte der Kriegsrat Gustav von Wißmann, der 1817 in den preußischen Adelsstand erhoben worden war, das Gut Falkenberg. Nach seinem Tod erbte 1866 sein zweiter Sohn Eduard von Wißmann das Rittergut. Dieser errichtete 1870 ein neues Herrenhaus.
Im 19. Jahrhundert bestanden der größere Gutsbezirk Falkenberg und die kleinere Landgemeinde Falkenberg nebeneinander.
Bis 1945 bildete Falkenberg eine Gemeinde im Kreis Pyritz der Provinz Pommern. Zur Gemeinde gehörte auch der Wohnplatz Ludolphshof.
Nach dem Zweiten Weltkrieg kam Falkenberg, wie alle Gebiete Hinterpommerns, an Polen. Die Bevölkerung wurde vertrieben. Das Dorf erhielt den polnischen Ortsnamen „Brzezina“.

## Entwicklung der Einwohnerzahl
- 1867: 319 Einwohner, davon 281 im Gutsbezirk Falkenberg und 38 in der Landgemeinde Falkenberg[4]
- 1871: 335 Einwohner, davon 324 im Gutsbezirk Falkenberg und 11 in der Landgemeinde Falkenberg[4]
- 1925: 355 Einwohner[3]

## Persönlichkeiten

### Söhne und Töchter des Ortes
- Caspar Brülow (1585–1627), deutscher Gymnasial- und Hochschullehrer, Philologe und lateinischer Dramatiker
- Gustav von Wissmann (1822–1897), deutscher Rittergutsbesitzer und Landrat

### Mit dem Ort verbunden
- Christian Ludwig von Kenitz (1724–1797), preußischer Generalleutnant, erwarb 1789 das Rittergut Falkenberg und starb hier